# Giovanni Legnani
Giovanni Legnani (Milano, 15 giugno 1988) è un nuotatore italiano, specialista nel nuoto per salvamento.

## Biografia
Gareggia per la società Rane Rosse Aqvasport dal 2007, dopo essere cresciuto nella DDS di Remo Sacchi sotto la guida di Luca Bianchin e Lele Merisi. Oggi è allenato da Giorgio Quintavalle.
Il suo esordio internazionale nel Nuoto per Salvamento avviene nel 2007 agli Europei Interclub di Tenerife con due argenti nella staffetta ostacoli e torpedo ed una finale individuale nel superlife.
Nel 2008 al Mondiale Rescue Interclub di Berlino, assieme ai suoi compagni di squadra vince l'oro nelle staffette manichino e sottopassi e contribuisce alla prima affermazione internazionale delle Rane Rosse: queste vincono infatti la classifica generale delle gare in piscina - mai una squadra italiana era riuscita nell'impresa - e grazie alle ottime prove in piscina conquistano uno storico terzo posto nella Classifica Generale che accomuna gare in mare e piscina, risultato inaspettato quanto eccezionale visto che nessun team europeo era mai salito sul podio overall.
Fa il suo esordio in Nazionale Assoluta nel 2009 partecipando ai World Games di Kaohsiung (Taiwan) dove conquista l'oro nella staffetta manichino, l'argento nel percorso misto ed il bronzo nel trasporto manichino. Al termine della manifestazione gli Azzurri vincono la Classifica Generale Maschile e l'Italia ottiene uno storico secondo posto dietro all'Australia.
Nel 2010 partecipa ai mondiali Rescue ad Alessandria d'Egitto dove si aggiudica un oro e due medaglie di bronzo rispettivamente nella staffetta manichino, nel trasporto manichino e nella staffetta ostacoli.
La staffetta manichino oltre a conquistare la medaglia d'oro stabilisce anche il Record del Mondo con il tempo di 2'08'’96.
Nel Mondiale Rescue Interclub che si svolge sempre ad Alessandria le Rane Rosse vincono il medagliere generale e si laureano club campione del mondo, prima squadra europea a riuscire nell'impresa. Giovanni Legnani partecipa al successo vincendo l'oro nel percorso misto e nella staffetta sottopassi ed il bronzo nel trasporto manichino.
Nel 2011 partecipa ai Campionati Europei di Salvamento di Alicante (Spagna) dove si aggiudica l'oro e abbassa il record del mondo a 2'07'’95 nella staffetta manichino oltre ad un argento nei 100 metri percorso misto. Le gare oceaniche lo vedono nuovamente sul podio, al secondo posto, con la staffetta torpedo. Ad Alicante l'Italia, dopo Tenerife 2007, si conferma sul tetto d'Europa vincendo la Classifica Generale davanti a Francia e Germania.
Nella stessa occasione si svolge l'Europeo per Club, con le Rane Rosse che vincono il titolo continentale con il punteggio di 405 in piscina e 507 punti per quanto riguarda la classifica combinata di piscina e gare in mare, a 2,5 punti dalla seconda classificata l'Alcarreno de Salvamento. È la prima volta che un Club Italiano vince un Campionato Europeo. Giovanni contribuisce con due ori individuali nel trasporto manichino e percorso misto e due ori nella staffetta manichino ed in quella torpedo al mare.
Il 2012 è l'anno della sua quarta convocazione in Nazionale Assoluta consecutiva. Si qualifica nella nazionale che parteciperà in Novembre ai Campionati Mondiali di Adelaide in Australia.
Nelle gare di selezione in Aprile a Livorno vince i 200m SuperLifesaver e si classifica terzo nei 50m Trasporto Manichino per poi, nell'ultima prova della rassegna, siglare il nuovo Record del Mondo nella Staffetta 4x25 Trasporto Manichino con le Rane Rosse Aqvasport Alessandro Fontana, Stefano Costamagna ed Emanuele Bermani, in 1'07"59.
Ai campionati Italiani Assoluti Estivi dello stesso anno contribuisce a migliorare ulteriormente questo record, portandolo a 1'06"92, questa volta senza Fontana ma con l'inserimento di Matteo Montesi.